# Ordem da Coroa (Romênia)
A Ordem da Coroa da Romênia é uma Ordem de cavalaria criada em 14 de março de 1881 pelo Rei Carlos I da Romênia em comemoração ao estabelecimento do Reino da Romênia.   Era agraciada como uma ordem de estado até o fim da monarquia romena em 1947. Foi reestabelecida em 2011 como uma Ordem Dinástica.

## Classes
A ordem possuia cinco classes, na sua maioria em número limitado: 
- Grã-Cruz (limitada a 25)
- Grande-Oficial (limitada a 80)
- Comendador (limitada a 150)
- Oficial (limitada a 300)
- Cavaleiro (ilimitada)[5]

## Insígnia

### Decoração

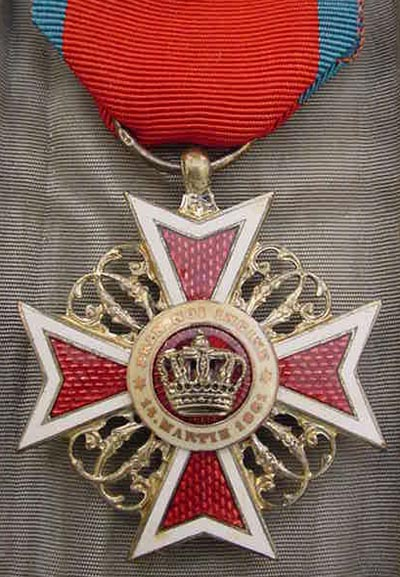
Cruz de Cavaleiro (Modelo anterior a 1932)

De cunho religioso, o modelo de 1881 é uma Cruz de Malta em vermelho esmaltado de oito pontas, contornada de ouro e branco. O medalhão no meio da cruz mostra a coroa real em contraste com um fundo vermelho escuro. O medalhão é rodeado por uma borda em branco-gelocom a inscrição PRIN NOI INSINE (Por nós) e a data de fundação da ordem, 14 de março de 1881. no verso do medalhão consta a data do estatuto bem como os anos 1866 (referendum), 1877 (Independência romena), 1881 (proclamação de Carlos I como Rei da Romênia).

## Agraciados
- Jean-Baptiste Billot
- Max von Fabeck
- Josef Harpe
- William Horwood
- August Kanitz
- Gheorghe Manoliu[6]
- Hendrik Pieter Nicolaas Muller
- George Julian Zolnay[7]
- Erich Abraham (commander class)[8]
- Radomir Putnik
- Živojin Mišić
- Mihailo Petrović
- Sepp Dietrich
- Dhimitër Beratti
- Vidkun Quisling